# Вихрист Віктор Вікторович
Віктор Вікторович Вихрист (нар. 3 червня 1992, Світловодськ, Кіровоградська область) — український боксер. Чемпіон Європи (2017), багаторазовий чемпіон та призер чемпіонату України (2013, 2014, 2015, 2016, 2018, 2019). Заслужений майстер спорту України.

## Аматорська кар'єра

### Чемпіонат Європи 2017
- 1/8 фіналу. Переміг Діна Томаса Гардіньєра (Ірландія) — TKO
- 1/4 фіналу. Переміг Міхая Ністора (Румунія) — 5-0
- Півфінал. Переміг Максима Бабаніна (Росія) — 4-1
- Фінал. Переміг Фрейзера Кларка (Англія) — 5-0

### Чемпіонат світу 2017
- 1/8 фіналу. Програв Джозефу Гудаллу (Австралія) — 2-3

### Європейські ігри 2019
- 1/8 фіналу. Переміг Івана Верясова (Росія) — 5-0
- 1/4 фіналу. Переміг Бабіча Владана (Сербія) — 5-0
- Півфінал. Переміг Марко Мілуна (Хорватія) — RSC
- Фінал. Переміг Мурада Алієва (Франція) — 4-1

### Результати поєдинків WSB
| Команда              | Суперник     | Результат | Рахунок  | Дата           | Місце   | Примітки | Відео |
| -------------------- | ------------ | --------- | -------- | -------------- | ------- | -------- | ----- |
| «USA Knockouts»      | Шон Тернер   | Перемога  | TKO (5)  | 14 грудня 2012 | Бровари |          |       |
| «German Eagles»      | Алі Кидін    | Перемога  | TKO (2)  | 14 лютого 2014 | Бровари |          |       |
| «British Lionhearts» | Джозеф Джойс | Поразка   | KO (2)   | 23 січня 2015  | Київ    |          |       |
| «China Dragons»      | Жибао Ванг   | Перемога  | UD (3:0) | 30 січня 2016  | Вінниця |          |       |

## Професійна кар'єра
Після поразки у фіналі чемпіонату України 2019 року вирішив перейти у професіонали, та вже 8 лютого дебютував з дострокової перемоги над Андрієм Мазаніковим. Перехід спортсмена супроводжувався конфліктом між спортсменом та Федерацією боксу України, яка була зацікавлена у продовженні любительської кар'єри спортсмена. У результаті цього федерація наклала санкції на спортсмена, його персонального тренера Олександра Ляхового, та Андрія Котельника, який допоміг боксеру здійснити перехід.
1 серпня провів бій у рамках дебютного вечора боксу промоутерської компанії Олександра Усика «Usyk 17 Promotion» . У ньому він переміг нокаутом у 2 раунді Сергія Пахомова . 
1 січня 2022 року відбувся бій проти грузинського боксера Яго Кіладзе. На початку першого раунду Віктор відправив суперника у нокдаун. У середині раунду Вихрист вперше у професійній кар'єрі був відправлений у нокдаун. Кіладзе кинувся добивати суперника, але пропустив удар, відправившись у другий нокдаун у раунді. У другому раунді Вихрист знову був відправлений у нокдаун, але зумів піднятися та відправити суперника у третій нокдаун. Кіладзе підвівся, але рефері ухвалив рішення зупинити бій.

### Таблиця боїв
| 13 Перемог (8 нокаутом, 5 за рішенням суддів), 1 Поразка (1 нокаутом, 0 за рішенням суддів) |        |                       |        |              |                    |                                                      |          |
| Результат                                                                                   | Рекорд | Суперник              | Спосіб | Раунд, час   | Дата               | Місце проведення                                     | Примітки |
| Перемога                                                                                    | 13–1   | Мірко Тінтор          | UD     | 6            | 21 вересня 2024    | Sporthalle, Гамбург                                  |          |
| Перемога                                                                                    | 12–1   | Маркос Антоніо Аумада | TKO    | 4 (8), 1:23  | 25 лютого 2024     | Black Wolves Fight Club, Вісбаден                    |          |
| Поразка                                                                                     | 11–1   | Леньєр Перо           | TKO    | 8 (10), 2:28 | 11 лютого 2023     | Alamodome, Сан-Антоніо                               |          |
| Перемога                                                                                    | 11–0   | Франклін Лоуренс      | UD     | 8            | 17 грудня 2022     | Firat Arslan Sportcenter, Геппінген                  |          |
| Перемога                                                                                    | 10–0   | Кевін Джонсон         | UD     | 8            | 27 серпня 2022     | ECB Boxgym, Гамбург                                  |          |
| Перемога                                                                                    | 9–0    | Яго Кіладзе           | TKO    | 2 (8), 1:44  | 1 січня 2022       | Seminole Hard Rock Hotel & Casino, Голлівуд, Флорида |          |
| Перемога                                                                                    | 8–0    | Майк Маршалл          | TKO    | 3 (8), 1:49  | 9 жовтня 2021      | T-Mobile Arena, Лас-Вегас, Невада                    |          |
| Перемога                                                                                    | 7–0    | Яцек Кшиштоф Пйонтек  | KO     | 1 (10), 2:20 | 15 травня 2021     | Box Gym, Кельн                                       |          |
| Перемога                                                                                    | 6–0    | Вільмер Васкес        | UD     | 8            | 13 березня 2021    | ECB Boxgym, Гамбург                                  |          |
| Перемога                                                                                    | 5–0    | Каміль Соколовський   | UD     | 6            | 27 листоопада 2020 | H Arena, Нант                                        |          |
| Перемога                                                                                    | 4–0    | Якуп Саглам           | RTD    | 4 (6), 3:00  | 31 жовтня 2020     | ECB Boxgym, Гамбург                                  |          |
| Перемога                                                                                    | 3–0    | Габріель Енгуема      | KO     | 3 (6), 2:59  | 20 вересня 2020    | Bartolomeo Best River Resort, Дніпро                 |          |
| Перемога                                                                                    | 2–0    | Семен Пахомов         | KO     | 2 (6), 1:22  | 1 серпня 2020      | Equides Club, Київ                                   |          |
| Перемога                                                                                    | 1–0    | Андрій Мазанік        | KO     | 1 (6), 0:55  | 8 лютого 2020      | EWS Arena, Геппінген                                 |          |

## Спортивні досягнення

### Міжнародні аматорські
- 2017 —  Чемпіон Європи у надважкій вазі (понад 91 кг)
- 2019 —  Чемпіон Європейських ігор у надважкій вазі (понад 91 кг; тренер Олександр Ляховий)

### Регіональні аматорські
- 2013 —  Чемпіон України у надважкій вазі (понад 91 кг)
- 2014 —  Чемпіон України у надважкій вазі (понад 91 кг)
- 2015 —  Чемпіон України у надважкій вазі (понад 91 кг)
- 2016 —  Срібний призер чемпіонату України у надважкій вазі (понад 91 кг)
- 2018 —  Чемпіон України у надважкій вазі (понад 91 кг)
- 2019 —  Срібний призер чемпіонату України у надважкій вазі (понад 91 кг)

## Державні нагороди
- Орден «За заслуги» II ст. (15 липня 2019) —За досягнення високих спортивних результатів ІІ Європейських іграх у м.Мінську (Республіка Білорусь), виявлені самовідданість та волю до перемоги, піднесення міжнародного авторитету України[6]
- Орден «За заслуги» III ст. (24 серпня 2017) — За значний особистий внесок у державне будівництво, соціально-економічний, науково-технічний, культурно-освітній розвиток України, вагомі трудові здобутки та високий професіоналізм.[7]